# Hambruna vietnamita de 1945
La hambruna vietnamita de 1945 (en vietnamita: Nạn đói Ất Dậu, traducido al español: hambruna del año Yiyou) fue una hambruna que ocurrió en Tonkín (actual Vietnam meridional) en la Indochina francesa durante la Segunda Guerra Mundial desde octubre de 1944 hasta finales de 1945, que en ese momento estaba bajo ocupación japonesa desde 1940 con la Francia de Vichy como gobierno títere de la Alemania nazi en Europa Occidental. Se estima que entre 400.000 y 2 millones de personas murieron de hambre durante este tiempo.
Según un estudio de 2018, la causa principal de la hambruna fueron los tifones que redujeron la disponibilidad de alimentos, la ocupación militar de Japón, los ataques estadounidenses al sistema de transporte vietnamita y la administración colonial francesa que obstaculizaron una respuesta eficaz para aliviar la hambruna.

## Causas
Las causas de la hambruna fueron múltiples, si bien la causa directa fue el efecto de la Segunda Guerra Mundial en la Indochina francesa. Las intervenciones de Francia, Japón y los Estados Unidos en Vietnam interfirieron en las actividades económicas de los vietnamitas. Los cambios militares y económicos ocasionados en la zona septentrional del país, históricamente apenas capaz de sostenerse a sí misma, hundieron la región en la hambruna.
De manera indirecta, la mala gestión de la administración francesa en Vietnam tuvo un importante papel en este desastre. Los franceses habían reformado la economía en función de sus intereses y de las necesidades de la guerra. 
A todo ello se sumaron causas naturales como inundaciones, que destruyeron las cosechas del norte.

## Cifras de fallecidos
No existe información exacta con respecto al número de personas que murieron de inanición, pero varias fuentes estiman esta cifra entre 400.000 y 2.000.000 de personas. En mayo de 1945, el embajador en Hanói pidió a las provincias del norte que notificaran los fallecimientos,  y veinte provincias informaron de un total de 380.000 personas fallecidas por inanición y 20.000 debido a enfermedades, lo que ofrecía un total de 400.000. En octubre, el informe de un oficial militar francés estimó un total de medio millón de muertos. El gobernador general Jean Decoux escribió en sus memorias A la barre de l'Indochine que alrededor de un millón de vietnamitas del norte murieron a causa de la hambruna. Los historiadores vietnamitas estiman entre uno y dos millones de muertos. En el discurso que declaró la independencia de Francia, el 2 de septiembre de 1945, Hồ Chí Minh utilizó la cifra de dos millones de muertos a causa de la hambruna.